# Full Moon Party
Full Moon Party (Fuldmåne Fest) er en månedlig fest, der ved fuldmåne afholdes på Haad Rin-stranden på den sydthailandske ø Koh Phangan siden slutningen af 1970'erne, og som organiseret fest siden 1985. Festen er med årene blevet en fast institution og turistattraktion, hvori deltager omkring 10.000 gæster fra hele verden i lavsæsonen og op til 30.000 i højsæson.
Tre gange er Full Moon Party blevet aflyst, første gang var festen den 17. oktober 2016, grundet kong Bhumibol Adulyadejs død den 13. oktober og efterfølgende landesorg i 30 dage, indtil 14. november, hvor festen blev genoptaget. Det var første fuldmåne i november, der tillige er en af thai-årets største højtider, Loy krathong. Anden gang var festen planlagt til den 6. oktober 2017, der blev aflyst grundet kong Bhumibols kremeringsceremoni. Tredje gang var i forbindelse med Coronavirusepidemien i 2020, hvor festen den 8. marts med kort varsel blev aflyst, for at begrænse smittespredning blandt større forsamlinger. Aflysning var gældende indtil fuldmånen den 19. november 2021, hvor festen genopstod i mindre skala, med planlagte fester resten af året og hele 2022.

## Historie
Den officielle historie om Full Moon Party fortæller, at det begyndte i 1985, hvor en lille gruppe unge backpackers (ryksæksrejsende) samledes på stranden en fuldmåneaften for at fejre en fødselsdag – dog kan ingen længere kan huske nøjagtigt hvornår, eller hvem der havde fødselsdag. Nogle nævner at det var Buddhas fødselsdag i april/maj måned, som er den vigtigste religiøse fest for buddhister. Det var tilsyneladende en god fest, for man besluttede at mødes igen ved næste fuldmåne og gentage den. En anden forklaring er, at festen startede i 1985 i en træhytte nær stranden, der fungerede som diskotek for 20-30 gæster.
Udlændinge der opholdt på Koh Samui og Koh Phangan i slutningen af 1970'erne og op gennem 1980'erne forklarer, at i begyndelsen boede der omkring 300-400 mennesker på Koh Phangan – der var ingen veje, bortset fra nogle få kilometer omkring byen Ban Tai, ingen biler, men blot enkelte jeeps, og ingen elektricitet, bortset fra nogle få huse i byen Thongsala havde el-generator, ingen hospital eller politi, og ingen organiserede Full Moon Parties. Haad Rin var jungle, dog var der enkelte primitive bungalows i midten af 1980'erne, og de eneste muligheder for at komme dertil var, at gå langs kysten ved lavvande, eller en flere kilometers vandretur over bjergene, eller med såkaldt long-tail båd fra fra naboøen Koh Samui, eller fra Koh Phangan-færgebyen Thongsala. Festerne var mest nogle hippier der samledes på en øde strand, som det var blevet en trend at sejle over til for at se fuldmånen stå op over havet – det havde man allerede gjort i flere år – spille guitar, drikke, blive beruset eller høje af stoffer, falde i søvn på stranden og blive bidt af sandfluer. En af de som var med dengang, Joe Ling, fortæller, at selv om han deltog mange gange, enten med båd fra Samui, eller vandrede til Haad Rin, da han boede på Koh Phangan, så er der især en tur han husker. Det var Julen 1977, hvor han han kom til Samui for at fejde sin 21-års fødselsdag. Den blev festligholdt om dagen i Lamai med de dengang populære svampedrikke og svamperetter, men for at undgå politiet blev for nysgerrige, besluttede selskabet sig for at sejle over til Haad Rin for at se fuldmånen stå op, fejre Jul og Joes fødselsdag.
En anden historie er gengivet i Time Magazine, hvor den Skotske journalist Colin Hinshelwood, nu bosiddende i Chiang Mai, fortæller om dengang han boede på Koh Samui og ejede en strandrestaurant på Chaweng-stranden. Ifølge Hinshelwood fandt det første Full Moon Party sted i oktober 1988, men et stykke tid forinden var der arrangeret fuldmånefester på stranden i Chaweng, hvor mange unge rygsæksrejsende ferierede. Det var før, der var elektricitet, så bungalow-hotellerne havde en el-generator, der kørte fra klokken 18-22, hvorefter det var stearinlys og bål på stranden, som var fyldt med gale hunde (mad dogs) – undtagen fuldmånenatten, hvor festglade mennesker kom i overtal. Da der i løbet sommeren 1988 blev trukket el-kabler fra havnebyen Nathon til Chaweng, klagede mange over at "det hele blev for koloniseret og slagtede thai-kulturen". Flere af de oprindelige fuldmånegæster hyrede fiskerbåde (long-tail både) til at sejle dem over til Haad Rin-stranden på Koh Phangan, hvor der ikke var "forbandet elektricitet til at spolere festen", som var blevet til elektriske dansefester på Chaweng-stranden. Til det første party i oktober 1988 var der 20-25 gæster, yderligere enkelte dukkede op i løbet af natten, og gæsterne medbragte telte og soveposer, drikkevand og Coca Cola, samt mad og måske nogle enkelte øl og en flaske Mekong (Thai-rom), men ikke meget alkohol, og slet ikke i form af de buckets, der serveres i dag. "For de fleste var det ganja-rygnings ritualer ved bålet, efterfulgt af magiske svampe – en aften hvor man kunne plaske nøgen rundt i havet, og danse mellem imaginære Stonehenge-sten på stranden. Det var temmelig groovy (meget underholden), hvis sandheden skal frem. Måske der var en parallel fest på samme tid, måske henne ved Paradise Bungalows." Et årstid senere, sommeren 1989, var Full Moon Party på Haad Rin-stranden også blevet elektrisk.
Trods der angiveligt er blevet festet regelmæssigt på Haad Rin-stranden ved hver fuldmåne siden midten af 1980'erne, er det først i 1989, at det blev egentligt organiseret af Mr. Sutti Kursakul fra Paradise Bungalows. I løbet af 1990'erne udviklede festerne sig til den globale dance music festival, som i dag tiltrækker tusindvis af besøgende.
Full Moon Party har været indslag i flere tv-serier og film, blandt andet The Beach, hvor handlingen i Alex Garlands roman om den idylliske isolerede strand med et hemmeligt hippie-samfund, foregår i Ang Thong Marinepark, øhavet ud for Koh Phangen.

## Festen i dag og hvornår den afholdes
Haad Rin er en lille turistby på øen Koh Phangans sydøstligste tange, der er så smal at byen strækker sig tværs over tangen. Der er strande på begge sider, men festen afholdes kun på den brede østside-strand, Haad Rin Nok (Sunrise Beach, Solopgang-stranden), hvor der i dag ligger en lang række små bungalow ressorts (hoteller, restauranter og barer). Festen består af flere end 12 større lydscener (lydanlæg) der alle spiller forskellige genrer indenfor techno musik, fra psy-trance til drum and bass. Det er populært at male sig eller, blive malet på af professionelle med fluorescerende maling; mange klæder sig også i særprægede fest-kostumer. Typisk drikkes såkaldte buckets, en lille plastikspand med adskillige sugerør man deles om – spanden er fyldt med is, samt alkohol og miksere, der oftest er energidrik og cola eller anden sodavand; begge de populære energidrik-varemærker Red Bull og Shark er af thailandsk oprindelse.
Haad Rin området råder over cirka 5.000 hotelsenge, så mange af gæsterne kommer over til festen med de adskillige speedbåde der pendler fra den noget større naboø, Koh Samui. Ophold i forbindelse med Full Moon Party på Koh Phangan bør bookes i god tid, da alt ofte er optaget. Også billetter med speedbåd kan købes i forvejen, hvor transfer med minibus fra-og-til hotel kan være inkluderet. Festen afholdes nogen gange et døgn forskudt fra fuldmåne, af hensyn til religiøse buddha-helligdage, som også følger fuldmånen. Desuden fejres jul (den 25. december) og nytårsaften med et par ekstra "Full Moon Party", som er blandt årets mest besøgte fester.

## Kritik og sikkerhed
Flere udenlandske aviser har i perioder haft negativ omtale af Full Moon Party, hvor der blandt andet skrives om let adgang til narkotika – for eksempel ecstasy, hash og svampedrik – hvilket er ulovligt i Thailand og kan medføre hård straf. Der har været flere dødsfald blandt gæsterne, oftest drukneulykker, dog omkom den britiske turist Stephen Ashton i 2012 ved en skudulykke nytårsaften. Politiet forsøger i et vist omfang at scanne ankomne gæster ved indgang til Haad Rin, men mange bor på hotellerne inde på festområdet, som udgøres af hele badebyen. Deltagere advares om at udvise ansvarlighed, herunder risiko for at blive bestjålet eller blot miste vigtige rejsedokumenter som pas, hævekort og mobiltelefon i festens hede. Det lokale politi anbefaler man medbringer fotokopi af rejsepas, i stedet for det originale, som bør opbevares i hotellets boks. Det nævnes at nogle får brandsår fra at lege med fire skipping rope (flammende sjippetov), andre skærer sig på glasskår og andet skarpt efterladt i strandsandet. Der er et overvåget "soveområde" på stranden, hvis man skulle have behov for at blunde lidt.
Også overfarten med speedbåde fra Koh Samui – der kan være ubehageligt høje bølger i monsun-sæsonen, typisk oktober til begyndelsen af januar – har været udsat for ulykker. I januar 2005 kæntrede en overfyldt båd tidligt om morgenen med gæster på vej tilbage fra fest. Mindst 15 personer, fortrinsvis udlændinge omkom. Båden var godkendt til 30 passagerer men havde 53 ombord, og disse var ikke blevet anmodet om at bære redningsvest. I 2010 kolliderede to speedbåde den 26. juni om aftenen med gæster på vej til party; to personer savnedes og der var 40 tilskadekomne. Thailandske Marine Department møder i dag ofte op ved speedbådenes afgangssteder på Koh Samui og tjekker blandt andet passagertal og redningsveste, som det er obligatorisk at bære under overfarten.

## Andre fester i området
Der afholdes andre regelmæssige, men mindre fester i Had Rin-området, de er blandt andet Half Moon Party (Halvmånefest), Black Moon Party (Nymånefest), og Jungle Experience, som finder sted natten før fuldmåne. Disse øvrige fester, udover Full Moon Party, blev midlertidigt stillet i bero en periode af den thailandske militærregering, som følge af dobbelt-mordet i slutningen af 2014 på to unge britiske turister på naboøen Koh Tao, men genoptaget sommeren 2015. Der har været klager over støj fra nogle de mange fester, der foregår næsten hver aften et sted i Haad Rin-området. Hoteller og barer er dog enige om, at den eneste strand-fest, er det månedlige Full Moon Party.

## Fotogalleri
- Haad Rin Sunrise Beach, marts 2015, set fra sydlige klipper
- Full Moon Party foran Tommy's Resort på Haad Rin-stranden, Koh Phangan.
- Fire Show på Haad Rin Nok stranden.
- Bucket-sælgere på Haad Rin-stranden
- Buckets-udvalg, små plastikspande med alkohol og miksere
- Full Moon Party set fra The Rock, juli 2015
- The Original Full Moon Party ved Paradise Bungalows
- Full Moon Party, indhegnet soveområde på stranden